# Tonny Jensen
Tonny Kaj Jensen (Wagga Wagga, 7 settembre 1971) è un ex cestista australiano.

## Carriera
Con l'Australia ha disputato i Giochi olimpici di Atlanta 1996.